# Jamoytius
Jamoytius is een monotypisch geslacht van uitgestorven vissen uit de orde der Anaspida. Het geslacht behoorde tot de klasse van de kaakloze vissen. De enige soort was een primitieve vis met een vijfentwintig centimeter lang gestroomlijnd lichaam, die leefde in het Laat-Siluur. Deze soort is voor het eerst beschreven door White in 1946.

## Beschrijving
Het dier had een rugvinzoom. Twee laterale vinzomen dienden als stabilisatoren en de staartvinzoom sloot aan op de rugvin. Er zijn maar enkele goed geconserveerde exemplaren van deze soort gevonden en de meeste beschrijvingen zijn op fragmenten gebaseerd. Het dier wordt vaak met de prikvissen vergeleken, niet alleen vanwege de lichaamsbouw, maar ook als mogelijke voorouder daarvan. Jamoytius had een ronde, zuignapachtige bek en had vermoedelijk een parasitaire leefwijze, waarbij de vis zich vasthechtte aan andere vissen. De vis had een kraakbeenachtig skelet en een vertakte korf die leek op de cyclostomen - kenmerken die suggereren dat het een basaal lid van die clade was. Het is ook de vroegst bekende gewervelde met camera-type ogen. Het bezat ook zwak gemineraliseerde schubben.
Lang beschouwd als een 'basale anaspide', wordt J. kerwoodi nu erkend als het bekendste lid van de Hyperoartiaanse orde Jamoytiiformes. Het had een langwerpig lichaam en er wordt gedacht dat het, in vergelijking met familieleden die bekend zijn van intacte lichamen zoals Euphanerops, een rugvin en een anale vin nabij het achterste derde deel van zijn lichaam had. Eerdere reconstructies laten het wezen zien met zijvinnen die over de lengte van zijn lichaam lopen, beginnend achter de vertakkingsopeningen tot het puntje van zijn staart: nieuw onderzoek toont aan dat dergelijke 'vinnen' eigenlijk vervormingen van de 'bodywall' zijn terwijl het kadaver werd geplet na de begrafenis. In het leven leek J. kerwoodi op een lamprei met een heel kleine mond. Omdat het fossiel geen tanden, tandachtige structuren of suggesties van beide in zijn mond had, was het niet vleesetend zoals veel moderne lampreien. Het was waarschijnlijker dat het een filtervoeder of een afvalvoeder was, mogelijk op de manier van larvale lampreien.

## Vondsten
Fossielen van Jamoytius zijn gevonden in Schotland.

## Geschiedenis van onderzoek
Jamoytius werd oorspronkelijk benoemd door Errol White op basis van twee exemplaren (de generieke naam is een verwijzing naar J. A. Moy-Thomas) en werd destijds beschouwd als de meest basale gewervelde die bekend was. Sindsdien is het door veel personen opnieuw geclassificeerd als met veel verschillende affiniteiten, zoals een 'niet-gespecialiseerde anaspide' of als een zustertaxon voor de lampreien, zijn moeilijkheid in classificatie vanwege problemen bij het reconstrueren van de anatomie en het bezit geen gebruikelijke chordate synapomorfieën. Momenteel wordt J. kerwoodi nu in zijn eigen orde Jamoytiiformes geplaatst, samen met Euphanerops en soortgelijke Agnatha.